# Sinka István
Sinka István (Nagyszalonta, 1897. szeptember 24. – Budapest, 1969. június 17.) Kossuth-díjas (1990) költő, író.

## Élete
Bihari ridegpásztor családban született, maga is bojtár, majd juhász volt Nagyszalonta környékén. 1919-ben házasságot kötött Pap Piroskával. 1920-ban Vésztőn telepedett le. 
A Magyar Falu című fajvédő újság pályázatára küldte be első verseit. A lapban és irodalmi mellékletében, a Virágoskertben rendszeresen jelentek meg írásai. Féja Géza 1932-ben Bajcsy-Zsilinszky Endre Szabadság című hetilapjában közölte verseit. A szeghalmi gimnázium vállalta első kötetének kiadását. Veres Péterrel, Szabó Pállal és Barsi Dénessel kötött barátságot. 
1935-ben Barsi, Szabó és Sinka megalapították a Kelet Népe című folyóiratot. Versei a Szabadságban, a Komádi és Vidéke című lapban, a szlovákiai Magyar Írásban, majd a Válaszban, a Hídban, a Szabad Szóban, a Magyar Életben és a Magyar Útban jelentek meg. 1936-ban Budapestre költözött. Munkát nem talált, nyomorgott, betegen kórházba került. Felesége halála után Péczeli Katalinnal kötött házasságot 1937-ben. 1939-ben Püski Sándor, a Magyar Élet kiadója jelentette meg Vád című verseskötetét. 
1945 után szembehelyezkedett a szocialista átalakulással, és hosszú időre kívül rekedt az irodalmi életen. Kései szerelmes verseinek Szín Magda, harmadik felesége az ihletője, aki betegségében mellette volt. 1961-ben Eltűnik a hóri domb című elbeszéléskötetével jelentkezett újra.

## Művei

### 1944-ig
- Himnuszok Kelet kapujában; Református Péter András Reálgimnázium, Szeghalom, 1934
- Pásztorének; Kazinczy Könyv- és Lapkiadó, Tornalja, 1935
- Vád. Versek; sajtó alá rend. Kovách Aladár, Magyar Élet, Budapest, 1939
- Mutató. Versek; Bolyai Akadémia, Budapest, 1939 (Turul falufüzetek)
- Az élők félnek. Versek; Bolyai Akadémia, Budapest, 1939 (Turul falufüzetek)
- Fütyöri és a hét vadász; Stádium, Budapest, 1940 (Nemzeti könyvtár)
- Harmincnyolc vadalma; Magyar Élet, Budapest, 1941
- Denevérek honfoglalása; ill. Fáy Dezső; Bolyai Akadémia, Budapest, 1941 (Bolyai könyvek)
- Erdélyi József–Sinka István–Sértő Kálmán: Három csillag; ill. Fáy Dezső; Stádium Ny., Budapest, 1941 (Nemzeti könyvtár)
- Fekete bojtár vallomásai, 1-2.; Magyar Élet, Budapest, 1942–1944
- Balladáskönyv; Magyar Élet, Budapest, 1943
- Hontalanok útján. Versek; Magyar Élet, Budapest, 1943
- Kadocsa, merre vagy?; Somody, Budapest, 1944

### 1945–1969
- Eltűnik a hóri domb; Magvető, Budapest, 1961
- Végy karodra idő; Magvető, Budapest, 1964
- Mesterek uccája. Verses elbeszélés; Magvető, Budapest, 1967

### 1970–1989
- Szigetek könyve. Szomorúságoknak szép beszélgetése Mumm mezején; Magvető, Budapest, 1972
- Sinka István válogatott versei; vál., szerk., előszó Kormos István, életrajz, jegyz. Bende Mónika; Kozmosz Könyvek, Budapest, 1977 (A magyar irodalom gyöngyszemei)
- Vésztőről indult. Sinka István pályakezdése; vál., bev., jegyz. Miklya Jenő; Bibliotheca Bekesiensis, Békéscsaba, 1981 (Bibliotheca Bekesiensis)
- Érparti történet. Válogatott elbeszélések, 1932–1962; vál., szöveggond., utószó Laczkó András; Szépirodalmi, Budapest, 1984
- Megzendül az erdő. A költő régi köteteiből, hagyatékából és a magyar sajtóból egybeszedett versek; előszó Komáromi Gábor, összegyűjt., vál., szerk., utószó Medvigy Endre; Vésztői Nagyközségi Tanács, Vésztő, 1987
- Lovasok opál mezőkön. Válogatott versek; vál., szerk. Medvigy Endre és Tornai József, előszó Tornai József, jegyz. Medvigy Endre; Magvető, Budapest, 1987
- Mezítláb az utolsó padban. Publicisztikai írások; összegyűjt., vál., szerk., utószó Medvigy Endre, előszó Miklya Jenő írta; Eötvös, Budapest, 1989

### 1990–
- Sinka István ajánlások; összeáll. Balogh Ferentz; Polgármesteri Hivatal, Vésztő, 1992
- Nagy útakról hazatérve. Összegyűjtött versek, 1-2.; összegyűjt., szerk., utószó Medvigy Endre; Püski, Budapest, 1993
- Balladák; vál., szerk., utószó Faragó József; Kriterion, Bukarest–Kolozsvár, 1997
- Sinka István válogatott versei; szerk., utószó Pomogáts Béla; Unikornis, Budapest, 1997 (A magyar költészet kincsestára)
- Kadocsa, merre vagy? Összegyűjtött elbeszélések, újságcikkek, sajtónyilatkozatok; összegyűjt., szerk., utószó Medvigy Endre; Püski, Budapest, 1997
- Szép értelme földi dolgainknak. Százhúsz bujdosó ének; összegyűjt., vál., szerk., utószó Medvigy Endre; Péter András Gimnázium–Önkormányzat, Szeghalom–Vésztő, 1997
- Sírás az időben. Válogatott versek / Plac v"v vremeto; összeáll., bolgárra ford. Gencso Hrisztozov; Hollósy Galéria, Budapest, 2001 ("Versek és képek") – magyar-bolgár kétnyelvű kiadvány
- Sinka ének; szerk., ének, hangszerelés Berecz András, ill. Gyulai Líviusz; Berecz Bt., Budapest, 2006 + 2 CD
- Válogatott versek; vál., jegyz. Lator László; Osiris, Budapest, 2007 (Osiris diákkönyvtár)
- És elfelejtették... Válogatott versek; Nap, Budapest, 2014 (Költők a költőről)
- Nevem a végtelenben. Versek, prózai írások, sajtónyilatkozatok; szerk. Medvigy Endre; Önkormányzat–Gloria Victis Alapítvány, Csömör, 2017

## Díjai
- Kossuth-díj (1990, posztumusz)
- Magyar Örökség díj (2000, posztumusz)

## Emlékezete
- Az ő emlékezetét őrzi A fekete bojtár című, 2015-ben bemutatott magyar televíziós filmdráma.

## Képgaléria

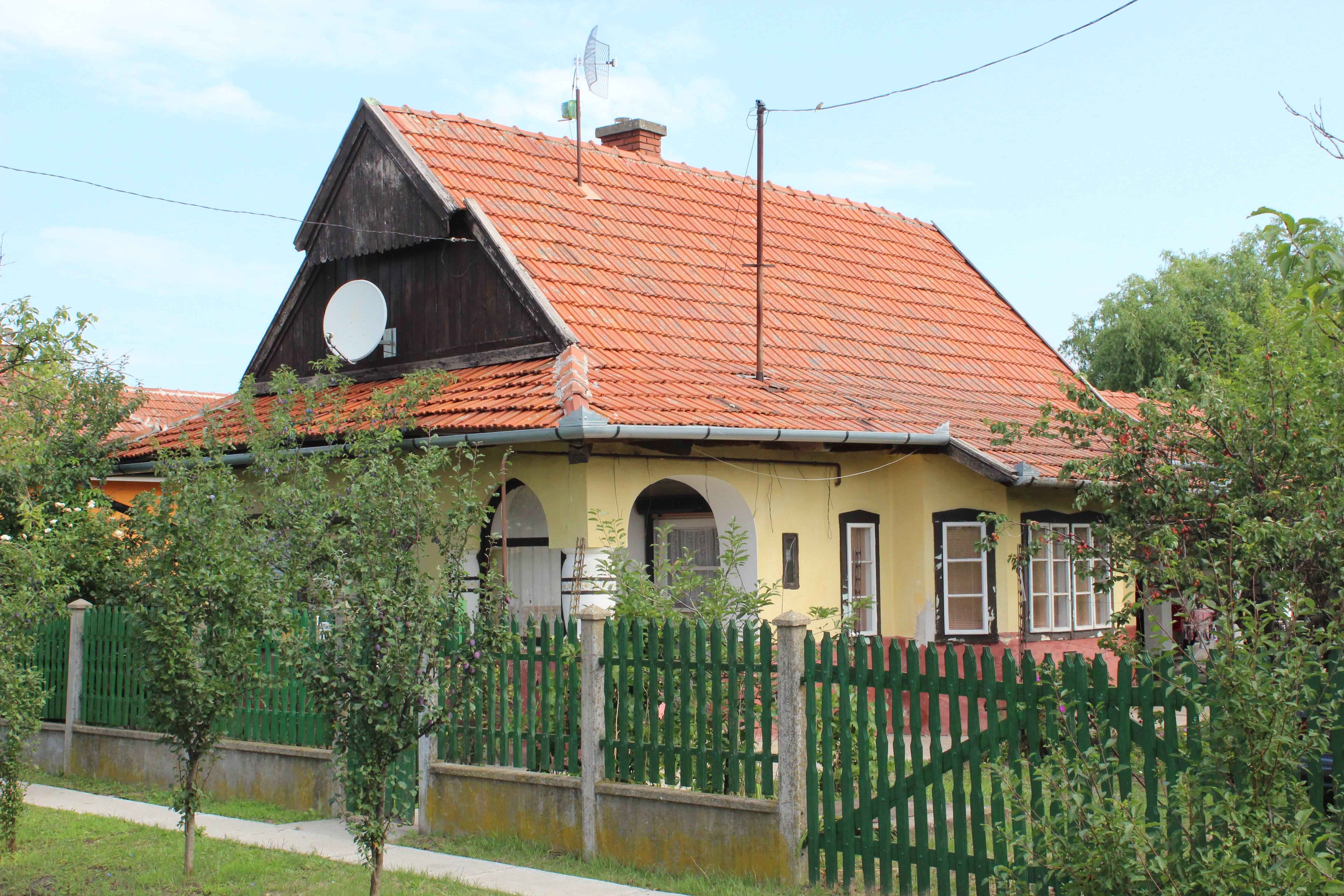
Egykori lakóháza Vésztőn
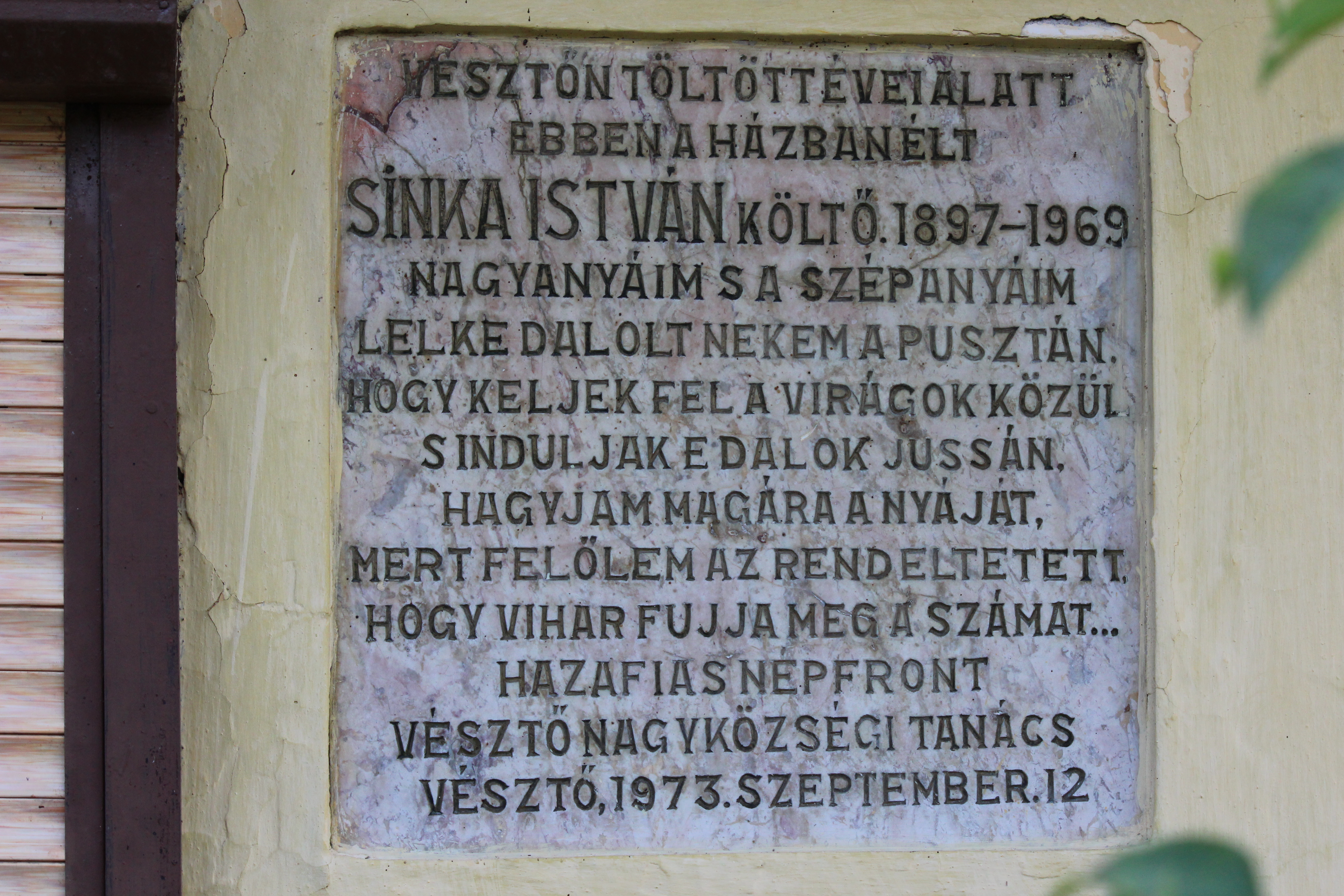
Emléktáblája vésztői lakóházán
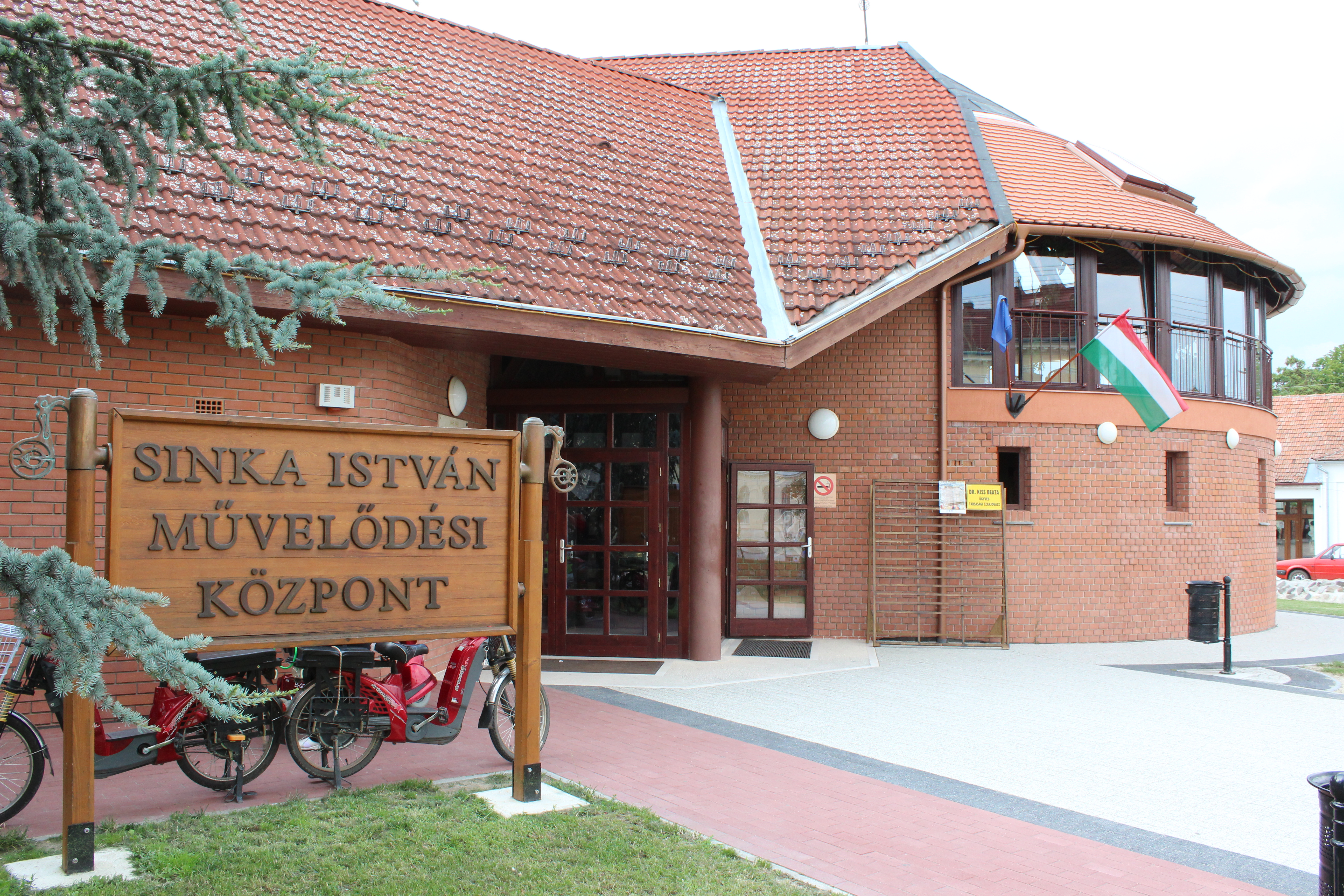
A vésztői Sinka István Művelődési Központ
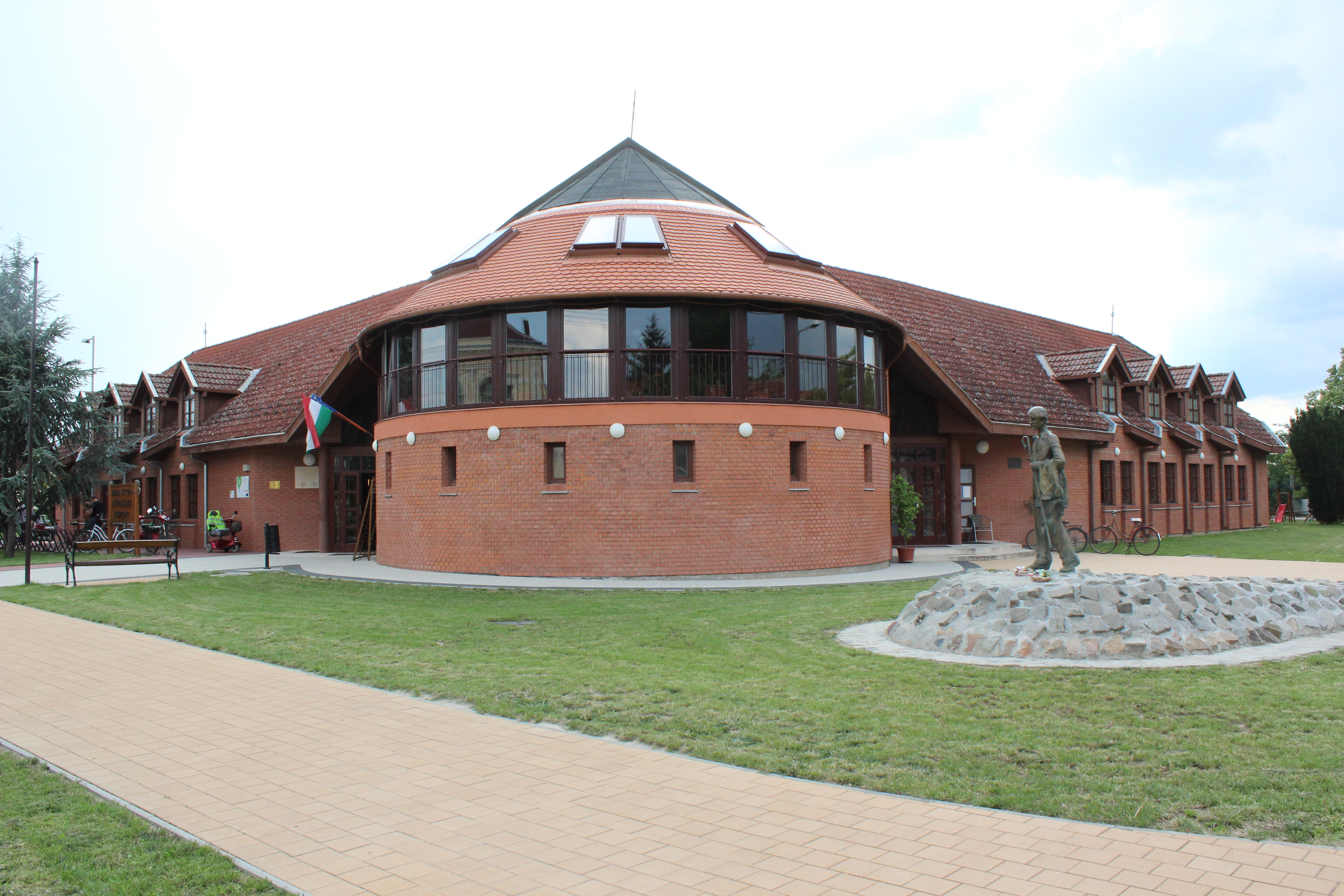
Szobra Vésztőn, a művelődési központ előtt
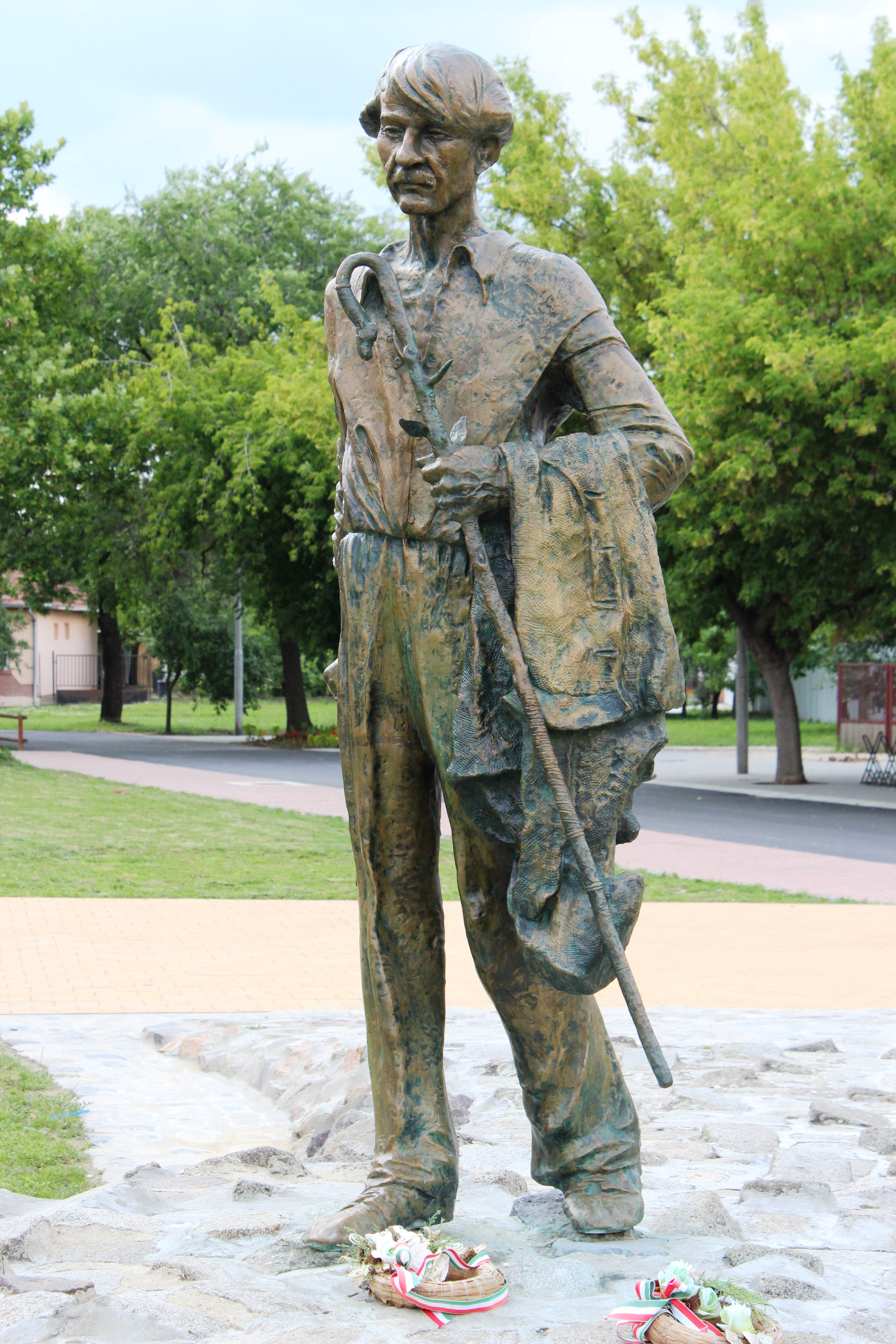
Vésztői szobra (Kő Pál, 1989)
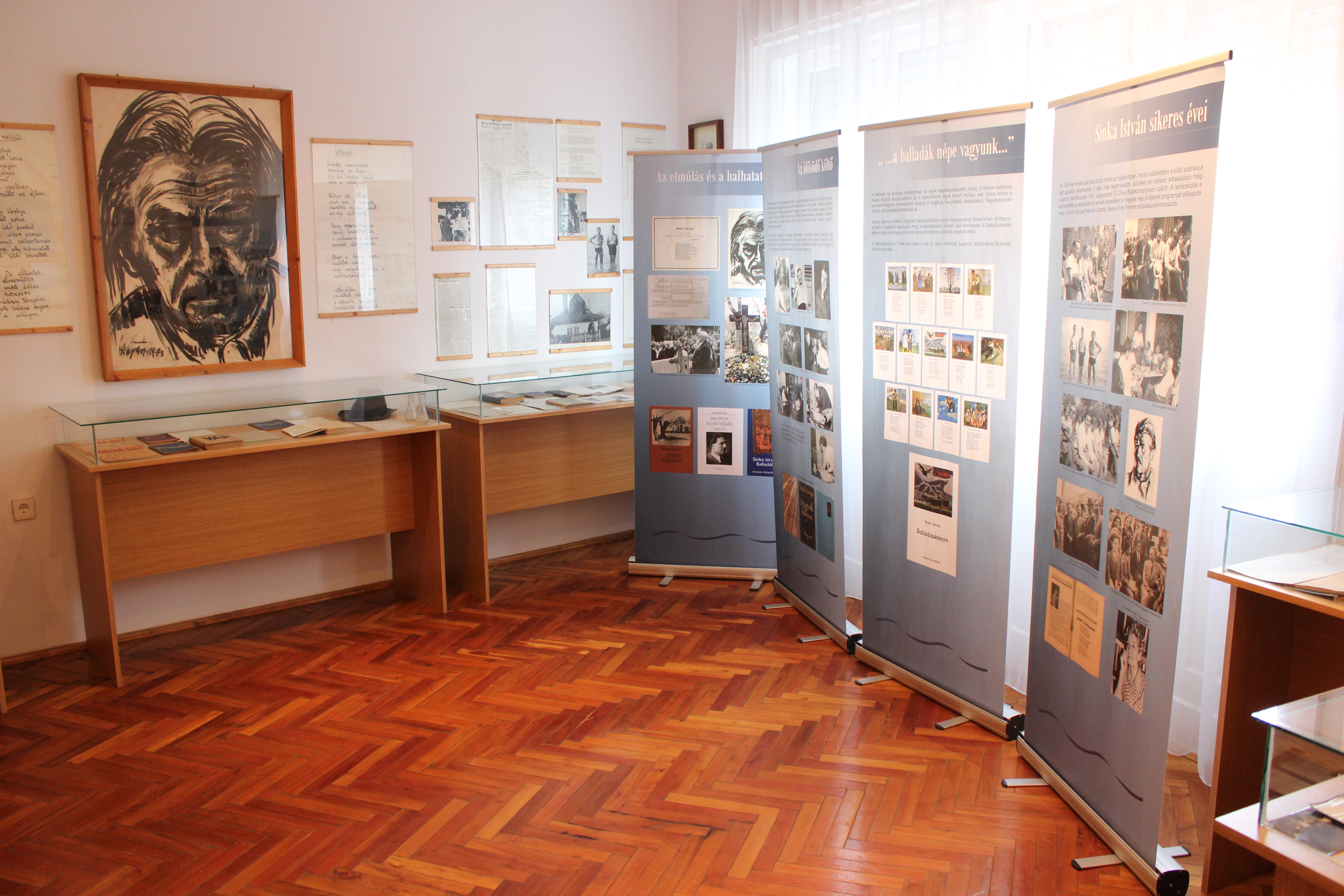
A vésztői Sinka kiállítás részlete
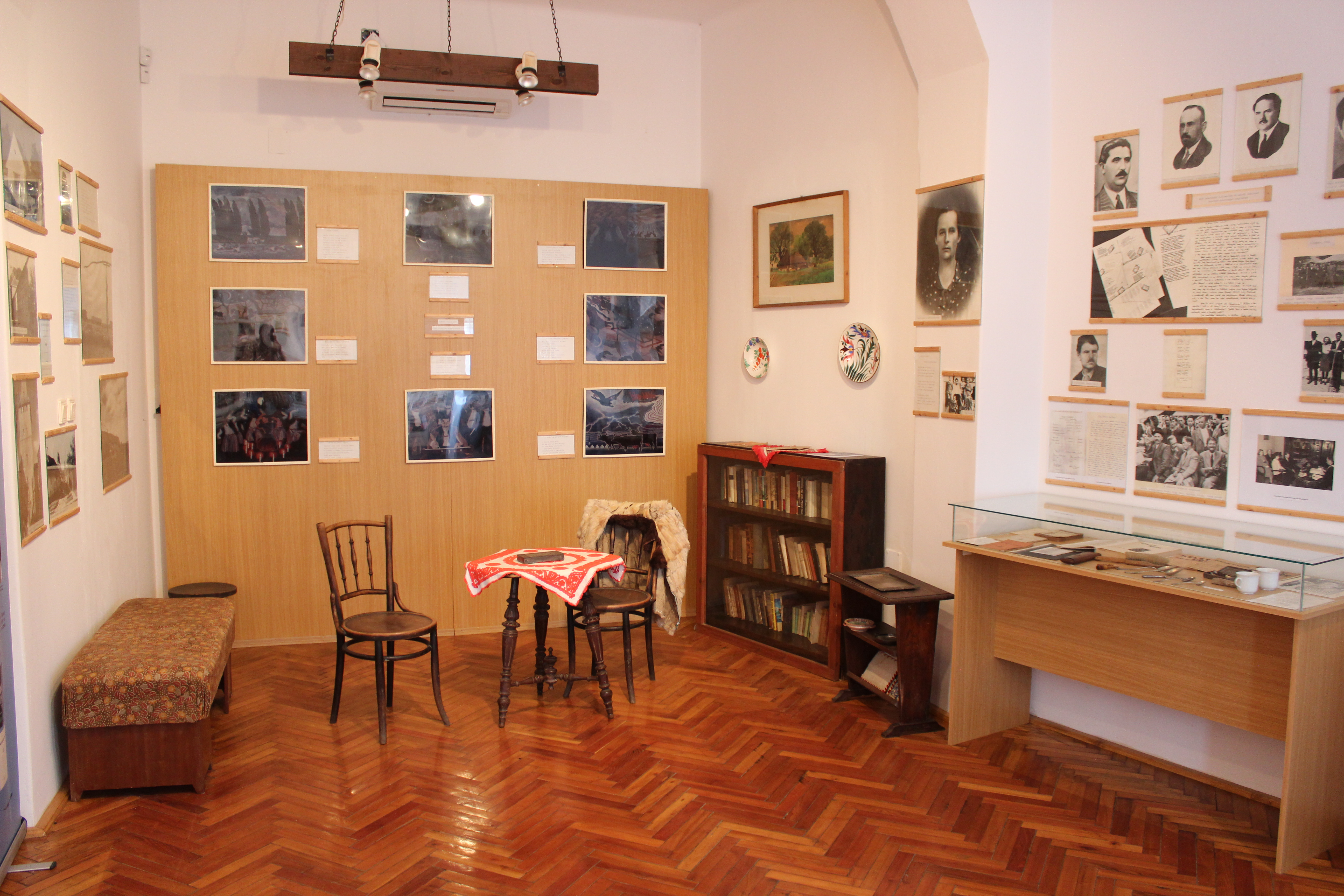
A vésztői Sinka kiállítás részlete
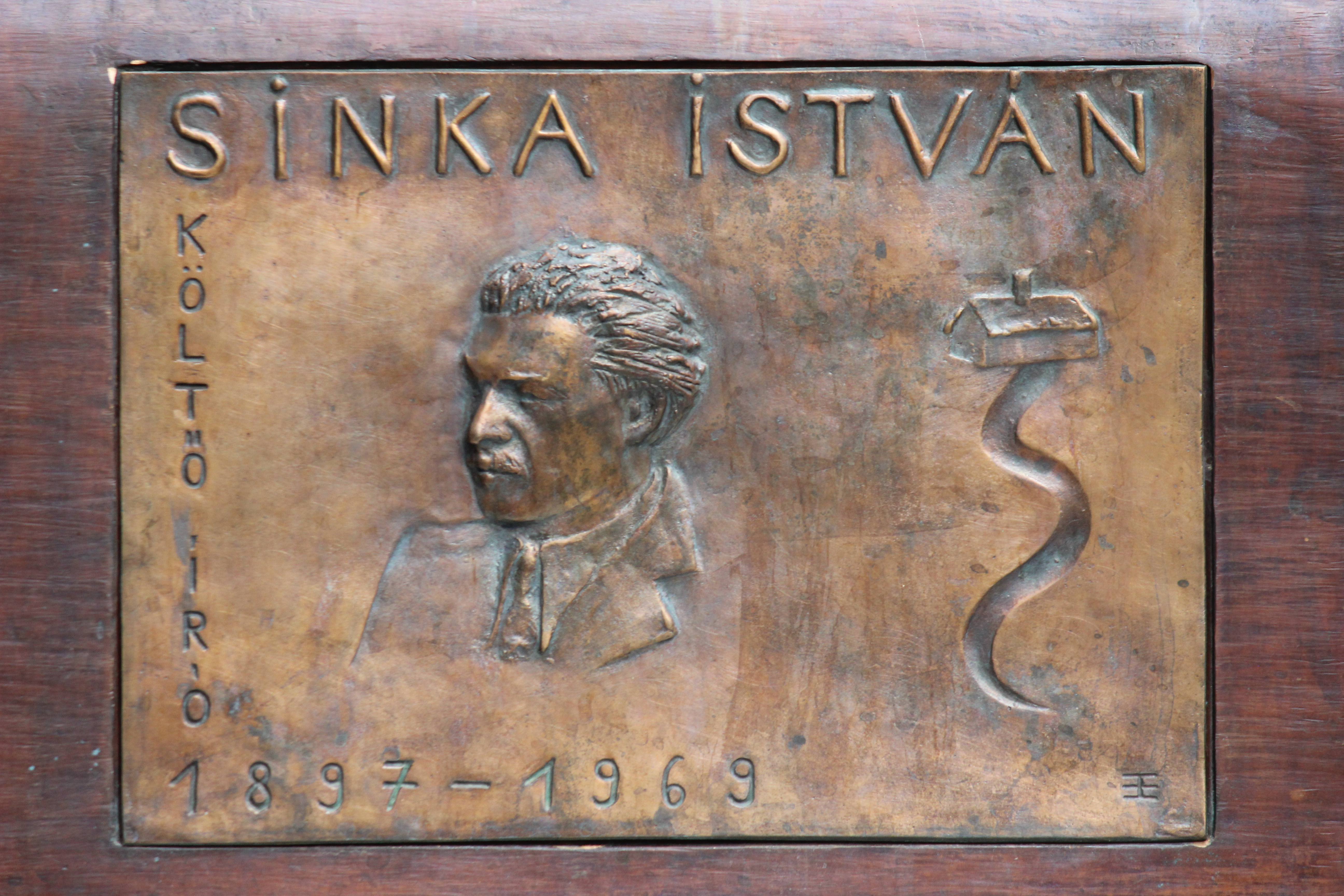
Emléktáblája a vésztői díszkúton
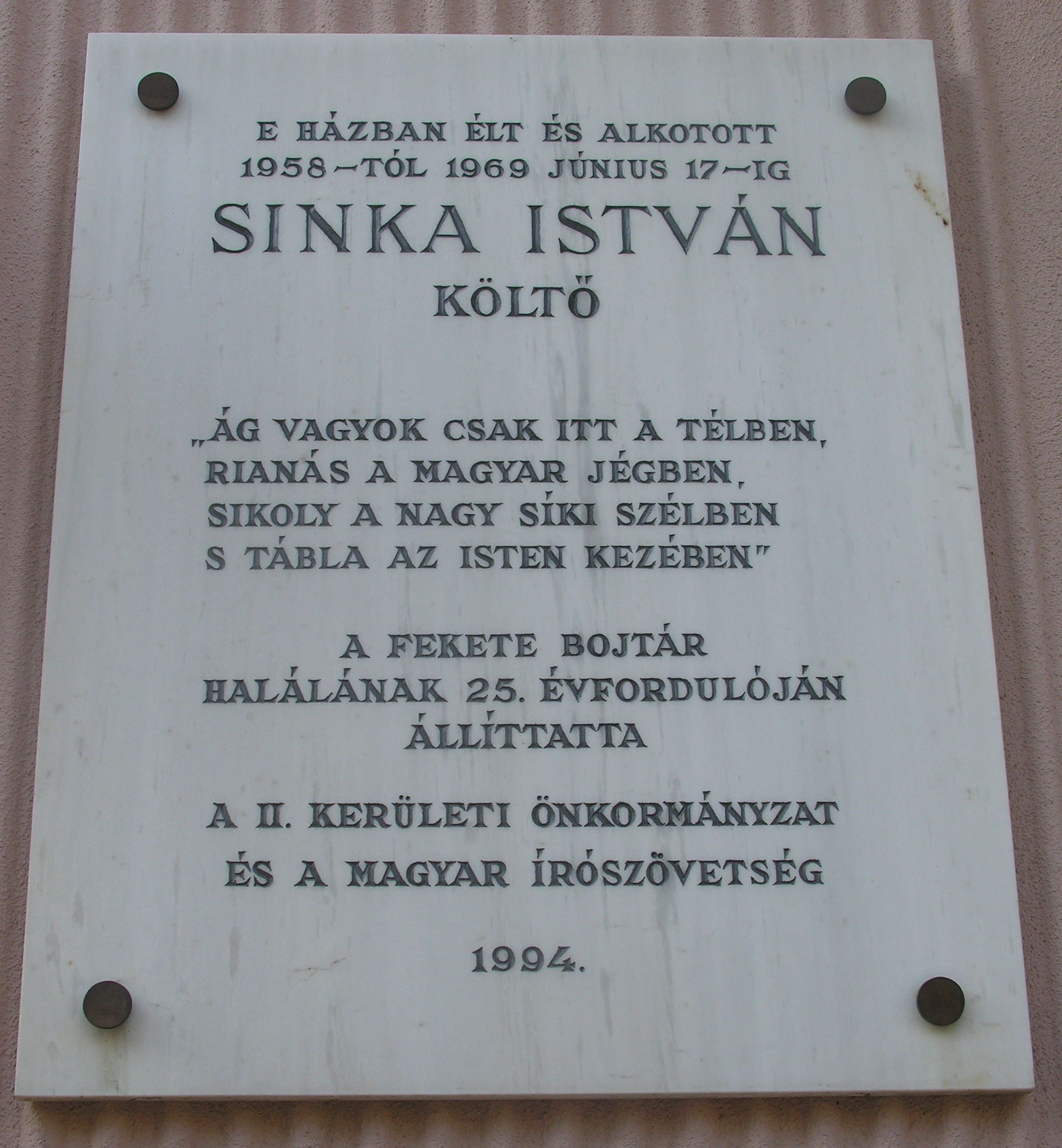
Emléktáblája budapesti lakóházán (Keleti K. u. 50.)
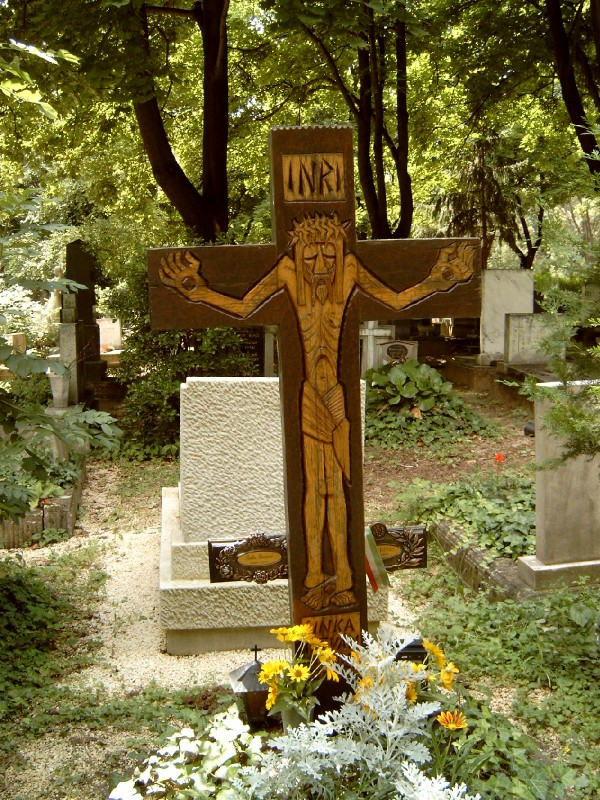
Sírja Budapesten, Farkasréti temető: 6/7-1-81.